# Navid Negahban
Navid Negahban (persan : نوید نگهبان) né le 2 juin 1968 à Mashhad, en Iran, est un acteur irano-américain, quadrilingue en anglais, persan, dari et allemand. Il est l'un des rares acteurs à avoir joué deux rôles différents dans les saisons 4 et 8 de 24 heures chrono.

## Biographie
Il n'a que 8 ans quand il joue pour la première fois au théâtre. Il quitte l'Iran à 20 ans pour la Turquie, puis l'Allemagne, où il réside pendant huit ans et demi, travaillant au sein d'une compagnie de théâtre. En 1993, il déménage aux États-Unis. Il parle couramment l'anglais, le persan, le dari et l'allemand.
Sa carrière américaine prend son essor quand il apparaît, à titre d'acteur invité, dans plusieurs séries télévisées, notamment dans The Shield, À la Maison-Blanche (The West Wing), Lost : Les Disparus (Lost) et The Closer : L.A. enquêtes prioritaires (The Closer). Il a collaboré deux fois avec l'actrice iranienne et américaine Necar Zadegan, une fois dans 24 heures chrono (24), où il joue son mari qui ordonne son interrogatoire et la torture de sa famille, et aussi dans Les Experts : Miami (CSI: Miami), où il est encore une fois son mari, mais qui tente de commettre un crime d'honneur contre sa fille.
Negahban est toutefois mieux connu pour son incarnation du personnage d'Abu Nazir dans la série télévisée Homeland.

## Filmographie

### Cinéma
Courts métrages
- 2000 : Boundaries de Greg Durbin : tromboniste
- 2004 : No Second Thoughts : Rick
- 2004 : Jihad de Michael Shapiro : Ahmed
- 2004 : The Florist : Ali
- 2004 : Everybody and Their Mother Wants to Write and Direct : Mullah
- 2006 : Due de John Sparano : Daria's Fiance
- 2006 : The Christmas Tree : Mohammad
- 2007 : Passing Through : El Turco
- 2007 : Kemo Sabe : Samir
- 2007 : Clear Cut, Simple : Ismail Tahair
- 2009 : Conflict Zone de Vano Burduli : Raj
- 2009 : Fiasco de Nadia Hamzeh : Fareez
- 2009 : Liberation de Michael Younesi : Mohammad Reza Shah Pahlavi
- 2009 : Diplomacy de Jon Goldman : Iranian Foreign Minister
- 2009 : The Ambassador's Wife : Ambassador
- 2010 : Gonah Kardam : Lover
- 2010 : Magic Land :
- 2010 : Sami's Cock :
- 2010 : Heal : Kaka Abdul
- 2012 : IM Nowruz : Cyrus
- 2012 : To the Moon de Damian Harris : Papa
- 2013 : Little Brother de Gautam Pinto et Cyrus Saidi : The Dictator
- 2013 : How to Be A Terrorist: In Hollywood with Abu Nazir : [Qui ?]
- 2013 : Cash for Gold de Robert Enriquez : Ehsan
- 2014 : Day One d'Henry Hughes : Dr Nasir
- 2014 : Valiant de Robin Phillips : Mac
- 2014 : 51 de John Stephen Baltazar : David Massomi

Longs métrages
- 2002 : Woman on Fire : Man #1 at Party
- 2004 : Soulgain : Jesus
- 2005 : Pretty Persuasion de Marcos Siega : Mr. Azzouni
- 2006 : Broken d'Alan White : Keith
- 2007 : Waking Dreams : Toly
- 2007 : La Guerre selon Charlie Wilson (Charlie Wilson's War) de Mike Nichols : traducteur du camp de réfugiés
- 2008 : The Stoning of Soraya M. (La Lapidation de Soraya M.) de Cyrus Nowrasteh : Ali
- 2007 : Richard III de Scott Anderson : Sir James Tyrrel
- 2008 : Djinn : Djinn
- 2009 : Points de rupture (Powder Blue) de Timothy Linh Bui : Dr Brooks
- 2009 : Stellina Blue : Amir Keshavarz
- 2009 : Dead Air : Abir
- 2009 : Brothers : Murad
- 2009 : Countering Extremism : Ismail Gul Baden
- 2009 : Words and Deeds : Ismail Gul Baden
- 2011 : Atlas Shrugged: Part I de Paul Johansson : Dr Robert Stadler
- 2013 : Lessons in Love (Words and Pictures) de Fred Schepisi : Rashid
- 2013 : The Power of Few de Leone Marucci : Sahel
- 2013 : The Moment de Jane Weinstock : Malik Jamil
- 2014 : American Sniper de Clint Eastwood : Sheikh Al-Obodi
- 2015 : Damascus Cover : Sarraj
- 2015 : Price for Freedom : Victor Daniels
- 2015 : Baba Joon : [Qui ?]
- 2016 : Jimmy Vestvood: Amerikan Hero (en) : Mohammad Mohammad Mohamadi
- 2016 : Sniper: Ghost Shooter : Robert Mothershed
- 2016 : Brain on Fire : Dr Najjar
- 2016 : Carving a Life : Dr Kasem
- 2017 : Sand Castle : Kadeer
- 2017 : American Assassin : le ministre de la Défense iranienne
- 2018 : Horse Soldiers (12 Strong) de Nicolai Fuglsig : le général Dostum
- 2019 : Aladdin de Guy Ritchie : le Sultan
- 2023 : Kandahar de Ric Roman Waugh
- 2025:Abbas Masuri, l'ambassadeur iranien (saison 2) The Night Agent

### Télévision
Téléfilms
- 2003 : Otage de Peter Markle : Colonel des [Fedayin]s
- 2003 : War Stories de Robert Singer : Rebel d'Al Qaïda sur le pont
- 2004 : Homeland Security de Daniel Sackheim : Mohammad Hassan
- 2004 : Celeste in the City de Larry Shaw : Chauffeur de taxi (voix, non-crédité)
- 2005 : La Vengeance de la momie (The Fallen Ones) de Kevin VanHook : Ammon
- 2007 : Murder 101: If Wishes Were Horses de David S. Cass Sr. : Sheik Ahmad

Séries télévisées
- 2000 : Invisible Man (The Invisible Man) (saison 1, épisode 04 : L’Ami imaginaire) : Oman Tariq
- 2002 : The Shield (saison 2, épisode 02 : Tout feu, tout flamme) : Zayed Al-Thani
- 2003 : Espions d'État (The Agency)
  - (saison 2, épisode 12 : Incident isolé ?) : Officier Palestinien
  - (saison 2, épisode 18 : Un million parti en fumée) : Chauffeur arabe
- 2003 : Dragnet (L.A. Dragnet) (saison 2, épisode 01 : Des filles dans le coup) : Employé
- 2003 : JAG (saison 9, épisode 02 : Sables mouvants) : Jamal Bin Fahad Al-Hadi
- 2004 : Agence Matrix (Threat Matrix) (saison 1, épisode 13 : À L'image du père ?) : Fred
- 2004 : À la Maison-Blanche (The West Wing) (saison 5, épisode 22 : Le Jour du souvenir) : Maz
- 2004 : Lost : Les Disparus (Lost) (saison 1, épisode 09 : Le Choix du soldat) : Omar
- 2005 : Over There (saison 1, épisode 12 : Nouvelles Recrues) : Père irakien
- 2005 - 2010 : 24 heures chrono (24) (9 épisodes) : Jamot / Abdullah
- 2006 : Las Vegas (saison 3, épisode 17 : Rumeurs explosives) : Farouk Naeem
- 2006 : The Unit : Commando d'élite (The Unit) (saison 1, épisode 06 : Rivalités) : Faheed
- 2006 : FBI : Portés disparus (Without a Trace) (saison 4, épisode 20 : Le Refuge) : Nazar Rahim
- 2006 : Esprits criminels (Criminal Minds) (saison 1, épisode 21 : Les Témoins du secret) : Hassan Nadir
- 2006 : Alias (saison 5, épisode 17 : Un sentiment d'éternité) : Contremaître
- 2006 : New York, police judiciaire (Law & Order) (saison 17, épisode 04 : Au nom de la peur) : Imam Ibrahim
- 2006 : The Closer : L.A. enquêtes prioritaires (The Closer) : Dr al-Thani
  - (saison 2, épisode 14 : Sous le sceau du secret : Partie 1)
  - (saison 2, épisode 15 : Sous le sceau du secret : Partie 2)
- 2006 : Sleeper Cell (saison 2, épisode 04 : La Foi) : Le Colonel
- 2006 : Destination 11 septembre (The Path to 9/11) : Khalili
- 2007 : Shark (saison 1, épisode 11 : La Colère de Khan) : Amir Khan
- 2007 : New York, unité spéciale (Law & Order: Special Victims Unit) : Dr Rankesh Chanoor (saison 8, épisode 12 : Beau parleur)
- 2007 : NCIS : Enquêtes spéciales (NCIS) (saison 4, épisode 18 : Au nom du fils) : Jalil Shaloub
- 2007 : Moonlight (saison 1, épisode 04 : Un témoin embarrassant) : Amir Fayed
- 2009 : Floored and Lifted (programme court) (épisode : Matthew) : Navid
- 2009 : Fringe (saison 2, épisode 03 : Bombes humaines) : Dr Malik Yusef
- 2010 : The Line (saison 2, épisode 10 : Personal Effects) : Ahmad Satar
- 2010 : Les Experts : Miami (CSI: Miami) (saison 8, épisode 18 : Le Crime du déshonneur) : Rahim Farooq
- 2010 : Dark Blue : Unité infiltrée (Dark Blue)
- 2010 : NCIS : Los Angeles (saison 2, épisode 04 : Tu ne voleras point) : Aziz Anshiri
- 2010 : The Whole Truth (saison 1, épisode 04 : Au-delà des aveux) : Paul Bagdazarian
- 2011: Covert Affairs (saison 2, épisode 15 : Au service de sa majesté (What's the Frequency, Kenneth?))
- 2011 - 2013 : Homeland (20 épisodes) : Abu Nazir
- 2013 : The Game (saison 6, épisode 13 : I Love Luke... Ahh!) : Martin Sheibani
- 2013 : Les Experts : Manhattan (CSI: NY) (saison 9, épisode 15 : Un retour pour New York) : Zane Kalim
- 2013 : Arrow (saison 2, épisode 05 : La Ligue des assassins) : Al Ow-Al
- 2014 : Tatort (épisode 924 : Die Feigheit des Löwen) : Harun
- 2014 : Person of Interest (saison 4, épisode 01 : Panopticon) : Ali Hasan
- 2014 : Mentalist (The Mentalist) (saison 6, épisode 12 : Chasse aux espions) : Hassan Zarif
- 2015 : Scorpion (saison 1, épisode 15 : Forget Me Nots) : Agent Khara
- 2016 : Mistresses (6 épisodes de la saison 4) : Jonathan Amadi
- 2018 : The team (saison 2) : Saïd Gharbour
- 2018 : Legion (saison 2) : Amahl Farouk, le Shadow King
- 2020 : Téhéran : Masoud Tabrizi

## Jeux vidéo
- 2008 : Dead Space : Dr Challus Mercer (voix et visage)
- 2010 : Medal of Honor : Pashto Fighter 5 (voix)
- 2010 : Prince of Persia : Les Sables oubliés : voix additionnelles
- 2010 : Dark Void : Watcher (voix)
- 2011 : Assassin's Creed: Revelations : voix additionnelles
- 2012 : Call of Duty: Black Ops II : voix additionnelles
- 2012 : Spec Ops: The Line : Refugees (voix)
- 2012 : Tom Clancy's Ghost Recon: Future Soldier : Farsi Thug (voix)
- 2016 : 1979 Revolution: Black Friday : Asadollah Lajevardi (voix)